# Erik Bukowski
Erik Marcin Bukowski (Berlin, 1986. november 18. –) német válogatott vízilabdázó, a Waspo 98 Hannover játékosa.

## Nemzetközi eredményei
- Európa-bajnoki 6. hely (Zágráb, 2010)
- Világbajnoki 8. hely (Sanghaj, 2011)
- Európa-bajnoki 5. hely (Eindhoven, 2012)
- Világbajnoki 10. hely (Barcelona, 2013)
- Európa-bajnoki 9. hely (Budapest, 2014)
- Európa-bajnoki 11. hely (Belgrád, 2016)

## Magánélete
Édesapja, Piotr szintén vízilabdázó, olimpikon.